# Ambia albitessellalis
Ambia albitessellalis là một loài bướm đêm trong họ Crambidae.